# Nanocladius pubescens
Nanocladius pubescens är en tvåvingeart som beskrevs av Makarchenko 2004. Nanocladius pubescens ingår i släktet Nanocladius och familjen fjädermyggor. Inga underarter finns listade i Catalogue of Life.